# Luca Palamara
Luca Palamara (Roma, 22 aprile 1969) è un ex magistrato e politico italiano, ex membro del Consiglio Superiore della Magistratura. È stato il più giovane presidente dell'ANM da maggio 2008 a marzo 2012; dal 19 settembre 2020 è il primo presidente nella storia dell'ANM ad esserne stato espulso.
Dopo venticinque anni in magistratura, venne rimosso dall'ordine giudiziario nel 2020, a seguito di una decisione del CSM, confermata in via definitiva dalla Sezioni Unite della Corte di Cassazione nel 2021.

## Biografia
Figlio del magistrato Rocco Palamara, si laurea in giurisprudenza a La Sapienza di Roma nel 1991 a ventidue anni. Entra in magistratura nel 1996 e nel 1997 inizia la carriera di pubblico ministero presso la Procura della Repubblica di Reggio Calabria, per poi passare nel 2002 alla procura di Roma per indagare sul caso Aldo Moro e su Calciopoli. Dopo esserne stato segretario generale nel 2007, è presidente dell'ANM da maggio 2008, a marzo 2012. Nel 2014 diviene membro togato del Consiglio superiore della magistratura, eletto nella corrente di centro Unità per la Costituzione.
Nel giugno 2020, a seguito dei procedimenti giudiziari in corso, l'ANM decide la sua espulsione dall'organismo associativo. Nell'ottobre 2020, per decisione del CSM, gli viene inflitta la pena più severa prevista dalla giustizia disciplinare, e viene radiato dalla magistratura. Il 4 agosto 2021 le sezioni unite della Corte di Cassazione hanno confermato in via definitiva la radiazione.
Il 6 giugno 2021 annuncia la sua candidatura alla Camera dei Deputati, nelle elezioni suppletive del collegio uninominale di Roma Monte Mario-Primavalle con la Lista Palamara, ottiene il 6% senza essere eletto. Il 9 maggio 2022 annuncia la sua candidatura alle prossime elezioni politiche con un nuovo soggetto politico, denominato Oltre il sistema, di dichiarata ispirazione garantista. Due mesi dopo conferma la sua discesa in campo dopo la caduta del governo Draghi e con le elezioni fissate per il 25 settembre. Il simbolo di Oltre il sistema prima viene escluso e poi riammesso alla competizione elettorale. Non essendo riuscita a raccogliere le firme necessarie, la compagine di Palamara non partecipa alle elezioni ma Francesco Piro, consigliere regionale della Basilicata e uno dei fondatori di Oltre il sistema, viene candidato per il Senato come capolista di Forza Italia nel collegio plurinominale della Basilicata senza essere eletto. Alle elezioni europee del 2024 Palamara è il capolista di Alternativa Popolare nella Circoscrizione Italia centrale. Raccoglie circa 1.000 preferenze personali e la lista non supera la soglia di sbarramento.
Grande tifoso della Roma, nell’Aprile 2025 riceve un riconoscimento a Roma in Campidoglio nell’ambito del Premio “Sette Colli”. 

## Controversie
A partire dal 2019 la stampa riporta notizie su inchieste giudiziarie che lo riguardano, in particolare sul suo ruolo di mediatore tra le correnti della magistratura, nello specifico, nell'assegnazione di incarichi di rilievo, come quello di Procuratore della Repubblica. Palamara riconosce di aver rivestito questo ruolo in un'intervista rilasciata al giornalista Massimo Giletti durante la trasmissione Non è l'Arena del 31 maggio 2020, sostenendo che erano in molti a fare da mediatori e che i mediatori agivano all'interno del sistema delle correnti in magistratura.
Durante l'intervista Palamara dichiara: "Sono qui perché ho il dovere di chiarire tutto. Non ho inventato io le correnti. Essere identificato come male assoluto può fare comodo a qualcuno. Io mediavo tra le singole correnti dell'Anm. Non esisteva solo un unico Palamara, esistevano tanti mediatori. Mi chiamavano tantissime persone, avevo una funzione di rappresentanza, ero diventato una figura di riferimento per molti colleghi, ma non per fare cose illecite. E questo ha partorito nomine di magistrati di assoluto livello. Tutti erano frutto di un accordo". E ha aggiunto: "I posti di Procuratore della Repubblica sono molto ambiti, sono posti di potere. È vero che il sistema delle correnti penalizza chi non vi appartiene. Negare che le correnti siano una scorciatoia è una bugia. Le correnti della magistratura nel CSM hanno un peso preponderante. Il politico dall’esterno non può incidere sui magistrati, ma questo sistema favorisce una commistione".
Il ruolo svolto da Palamara all'interno del sistema delle correnti della magistratura è emerso dall’intercettazione di sue conversazioni captate da un trojan inoculato dagli inquirenti sul suo smartphone. Le polemiche convincono Palamara ad avviare, nel 2019, la collaborazione con Monica Macchioni (che ne segue anche la candidatura per le prossime politiche), per dare spessore e rilievo politico alla denuncia del sistema. Da tale collaborazione prende le mosse il libro-intervista Il Sistema. Potere, politica, affari: storia segreta della magistratura italiana, da lui realizzato con il giornalista Alessandro Sallusti e portato in scena a teatro da Edoardo Sylos Labini.

## Procedimenti giudiziari
Nel 2019 viene indagato per corruzione e per fuga di informazioni all'interno del Consiglio Superiore della Magistratura. Nell'ottobre 2020 la Procura della Repubblica di Perugia ha chiesto il suo rinvio a giudizio per presunti episodi di corruzione. Nel corso dell'udienza preliminare del febbraio 2021 la procura ha modificato il capo d'imputazione contestandogli anche i reati di corruzione per un atto contrario ai doveri d'ufficio e corruzione in atti giudiziari. Nel marzo 2021 viene inoltre chiesto dalla Procura della Repubblica di Perugia il suo rinvio a giudizio, insieme all'ex procuratore generale della Cassazione Riccardo Fuzio, con l'accusa di concorso in rivelazione e utilizzazione di segreti d'ufficio.
Il 23 luglio 2021 il giudice per le udienze preliminari lo ha rinviato a giudizio per tutti i capi di imputazione contestatigli dalla Procura della Repubblica di Perugia, fissando l'inizio del processo al 15 novembre 2021. In un ulteriore procedimento giudiziario il 9 maggio 2022 la Procura della Repubblica di Perugia ha depositato la conclusione delle indagini, contestandogli nuovi episodi di presunta corruzione. Il 10 Luglio 2024 viene assolto dalle accuse di abuso d’ufficio "perché il fatto non sussiste", e da quella di concorso in rivelazione ed utilizzazione di segreti d’ufficio "per non aver commesso in fatto".

### Patteggiamento per traffico di influenze illecite (2023)
Nel maggio 2023 ha chiesto e ottenuto il patteggiamento ad un anno di reclusione – con sospensione condizionale della pena – per il reato di traffico di influenze illecite.

## Opere
- 1995 - Manuale di diritto penale
- 2006 - Manuale sulla tutela della privacy e sulla tutela dell'accesso nelle istituzioni scolastiche
- 2007 - La responsabilità penale del pubblico dipendente
- 2008 - Un progetto per la giustizia
- 2009 - Cento anni di associazione magistrati
- 2009 - Le cinque responsabilità del pubblico dipendente
- 2011 - Autoriforma, organizzazione, responsabilità
- 2011 - Le sanzioni amministrative
- 2021 - Il Sistema. Potere, politica, affari: storia segreta della magistratura italiana (con Alessandro Sallusti)
- 2022 - Lobby & logge. Le cupole occulte che controllano "il sistema" e divorano l'Italia (con Alessandro Sallusti)